# Robert Barker (voetballer)
Robert Barker (Wouldham, 19 juni 1847 – Watford, 11 november 1915) was een Engels voetballer.
Barker maakte op 30 november 1872 deel uit van de Engelse selectie voor de eerste voetbalinterland ooit, die gespeeld werd tegen Schotland. Door het ontbreken van doelman Alexander Morten stond Barker in de eerste helft van de wedstrijd in doel. In de tweede helft wisselde hij van positie met aanvaller William Maynard. Ondanks dat hij van oorsprong geen doelman was werd hij dus wel de eerste doelman in de geschiedenis van het Engels voetbalelftal. De wedstrijd was tevens ook meteen zijn laatste voor het nationale elftal.